# Wilhelm Pleikard Ludwig von Gemmingen
Wilhelm Pleikard Ludwig von Gemmingen (* 20. Mai 1823 in Karlsruhe; † 29. Juli 1903 ebenda) war deutscher Offizier. Er gehörte ab 1855 zum Gefolge des Prinzen Wilhelm von Baden und bekleidete später höchste Ämter an dessen Hof.

## Leben
Er war ein Sohn des August Karl Franz Johann von Gemmingen (1792–1870) und der Amalia von Gemmingen-Hornberg (1801–1865). Er besuchte das Lyzeum in Karlsruhe und studierte in Heidelberg und Berlin. 1848 trat er als Freiwilliger in das 1. bad. Dragonerregiment Markgraf Max ein. Bei Ausbruch der Badischen Revolution gehörte er der Eskorte an, die die großherzogliche Familie nach Germersheim begleitete. Anschließend war er im Mai 1849 unter den Truppen des Generals Hoffmann, die nach einem Marsch nach Fürfeld und Bonfeld, alten Besitztümern der Freiherren von Gemmingen, einen Anschluss an die württembergischen Truppen suchten. Das Unternehmen geriet zum Fiasko, ein badischer Hauptmann erschoss sich im Garten des Bonfelder Unterschlosses, den badischen Soldaten gelang es nur unter dem Schutz der Heilbronner Bürgerwehr, aus Bonfeld zu entkommen. Wilhelm begab sich danach nach Ludwigsburg und weiter nach Frankfurt am Main. Nach der Niederschlagung der Revolution kam er im September 1849 zum Cavallerie-Depot nach Bruchsal, 1850 wurde er zum Leutnant im 3. badischen Dragonerregiment ernannt. 1855 begleitete er den Prinzen Wilhelm von Baden zur Zarenkrönung nach St. Petersburg. Er blieb im Gefolge des Prinzen und trat 1860 vom Militärdienst zum Hofdienst als Kammerherr über. 1861 wurde er Hofmarschall, 1872 Oberhofmarschall und 1881 Oberkammerherr. Für seine Verdienste wurden ihm zahlreiche Orden verliehen.

## Auszeichnungen
- Badischer Orden Berthold I. von Zähringen, Großkreuz
- Badischer Zähringer Löwenorden mit der goldenen Kette
- Badisches Erinnerungs-Kreuz für 1870/71
- Preußischer Roter Adlerorden I. Klasse mit Emailleband des Kronenordens in Brillanten
- Preußischer Kronenorden I. Klasse
- Königlich Sächsischer Albrechts-Orden, Großkreuz mit goldenem Stern
- Königlich Hannoverischer Guelfenorden, Kommandeurkreuz
- Königlich württembergischer Kronenorden, Großkreuz
- Königlich württembergischer Friedrichs-Orden, Großkreuz
- Großh. Hessischer Orden Philipps des Großmütigen, Großkreuz
- Großh. Mecklenburgische Wendische Krone, Großkreuz
- Großh. Sachsen-Weimarscher Falken-Orden, Großkreuz
- Großh. Oldenburgischer Haus- und Verdienstorden, Großkreuz
- Herzoglich Braunschweigischer Orden Heinrichs des Löwen, Großkreuz
- Herzoglich Sächsisch-Ernestinischer Hausorden, Großkreuz
- Herzoglich Nassauischer Verdienstorden, Kommandeur
- Fürstlich Waldeckscher Verdienstorden I. Klasse
- Königlich Italienischer Kronenorden, Kommandeur, I. Klasse
- Großh. Luxemburgischer Orden der Eichenkrone, Großkreuz
- Kaiserl. Österreichischer Leopolds-Orden, Großkreuz
- Kaiserl. Österreichischer Orden der Eisernen Krone, Großkreuz
- Persischer Sonnen- und Löwenorden, Großkreuz
- Kaiserl. Russischer Stanislaus-Orden, Großkreuz
- Königl. Schwedischer Nordstern-Orden, Großkreuz

## Familie

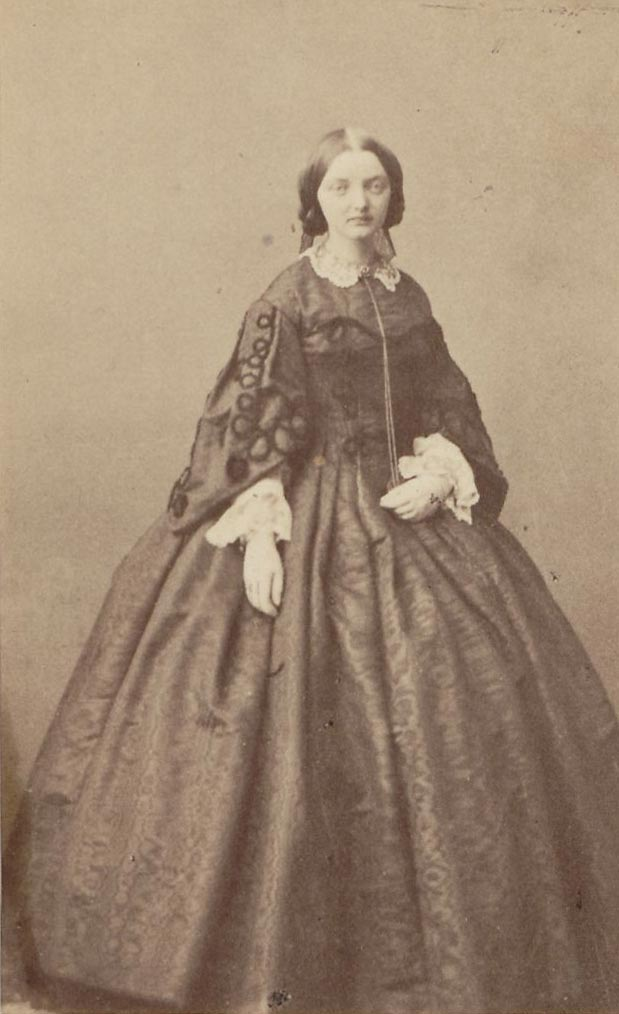
Marie, geb. von Grävenitz (1837–1873)

Er war ab 1861 verheiratet mit Marie von Grävenitz (* 23. November 1837; † 3. Oktober 1873), sie war die Tochter von Ludwig Wilhelm von Grävenitz (* 28. Mai 1791; † 2. Dezember 1841) und Freiin Marie Sophie Elisabeth  Rüdt von Collenberg (* 29. Mai 1803: † 8. Februar 1873). Das Paar hatte folgende Nachkommen:
- Maria Luise (1862–1949) ⚭ Adolf Marschall von Bieberstein (1842–1912)
- Friedrich Pleikardt August Ludwig (1863–1934) ⚭ Raina Miltscheff geb. Geroff (1876–1955)